# Mimosa troncosoae
Mimosa troncosoae là một loài thực vật có hoa trong họ Đậu. Loài này được Fortunato & Barneby miêu tả khoa học đầu tiên năm 1991.